# Arnaud Vincent
Arnaud Vincent, född den 30 november 1974 i Laxou, är en fransk roadracingförare, världsmästare i 125GP 2002. Titeln var tämligen överraskade, då han slog de förhandstippade Manuel Poggiali och Dani Pedrosa.

## Segrar 125GP
| Nr | Grand Prix     | År   |
| -- | -------------- | ---- |
| 1  | Katalonien     | 1999 |
| 2  | Sydafrika      | 2000 |
| 3  | Japan          | 2002 |
| 4  | Storbritannien | 2002 |
| 5  | Tyskland       | 2002 |
| 6  | Portugal       | 2002 |
| 7  | Malaysia       | 2002 |